# 子ども共和国
子ども共和国（こどもきょうわこく、Kinderrepublik）、もしくは若者共和国（わかものきょうわこく、Jugendrepublik）とは、教育学において一般に、実践的なかかわりの中で民主主義や民主主義的な方法が用いられて子供、若者、大人が共同体（コミュニティ）的な生活を共にすることができるような教育モデルをいう。

## 形態
このモデルは、一部は完全に違っているし、また時には正反対のものであることもある。概ね、全寮制の学校（寄宿学校）、自主管理された寮、寄宿舎、あるいは私立学校であったりする。その中で教える側と学ぶ側が、民主的な共和国や国家、完全な自治で運営される都市をお手本にしたようなかかわりを営むというものである。

## 実践例
こうした例の代表的なものとして以下のような学校がある。
- フリードリッヒ・ヴィルヘルム・フェルスターの性格形成と意志鍛錬による自己管理の学校(Schule der "Selbstregierung als Charakterformung und Willensunterwerfung"）（ドイツ）
- W・R・ゲオルグによる「小さな共和国」（"Junior Republik"）（ドイツ）
- A・S・ニイルによって始められた「サマーヒル・スクール」（イングランド）
- ホーマー・レインの「リトル・コモンウェルス」("Little Commonwealth")（イングランド）
- ジークフリード・ベルンフェルトの「キンダーハイム・バウムガルテン」（オーストリア）
- A・S・マカレンコの「ゴーリキー・コムーナ」（Gorki-Kolonie）（ロシア）
- ヤヌシュ・コルチャック の「ドム・シェロ」（"Dom Sierot" ） （ポーランド）
- エドワード・ジョゼフ・フラナガンの少年の町。アメリカ、ネブラスカ州のオマハに1917年設立。子供たちの自治ということをかなり喧伝したもの、実際にそれは大きな意味を持っていた。映画化でもその名は広く知られ、おそらくその映画で描かれたものを手本にしたのが、ベンポスタである。
- ペドロ・ジーザス・シーザー・シルバが、1956年にスペインのオレンセ近郊に設立した子ども共和国ベンポスタ。これは子どもサーカス「ムチャーチョス」によってよく知られている。ドイツ語圏では、エーバーハルト・メーヴィウスの『子ども共和国―自由への壮大な試み』（風媒社　1987年）により1970年代、ベンポスタ・ブームが巻き起こり、これは日本語にも翻訳されている。1972年現在では数百人の子供たちがベンポスタで生活している。
- ベンポスタ・コロンビア。この共同体についてはビデオも出ている。
- ベンボスタ・ベネズエラ。ベネズエラの2ヵ所にあり、3ヵ所目が建設中。ヨーロッパでは時折、義捐金のキャンペーン活動が行われている。
- ポルトガルのアレツェロ（Alentejo）洲にある子ども共和国（Tamera)。
- アメリカ人の宣教師ジョン・パトリック・キャロル=アビングによって設立されたローマの少年の町、少女の町。イタリア少年の町、イタリア少女の町とも呼ばれる。 ("Città dei Ragazzi" または "Boys' Town of Italy" 、ならびに "Città delle Ragazze"または "Girls Town of Italy")
- ドイツ、シュタルンベルク湖畔のブーフホフにある少年の町ブーフホフ
- SJD-Falken（ドイツ青年社会主義同盟）の子どもキャンプ
- 1927年ゼーキャンプ（Seekamp）における子どもの友の最初の子ども共和国
- これらと並んで、世界中の多くの国々にはさらなる子ども共和国を名乗る施設、団体が数多くある。

これらの施設のそれぞれにはもちろん、見過ごしできない相違点もある。しかし、このような教育的な試みは、これら以外にもイタリア、スイス、スペイン、フィンランド、ユーゴスラビア、リトアニア、インド、コロンビア、ハンガリー、フランスにもある。

## 閉校になった理由
ほとんどの学校は閉鎖されたか、最早存在していない。イギリスのサマーヒル・スクールがほとんど唯一の例外といっていいくらいである。アメリカに40校ほどあるサドベリー・スクール（Sudbury-Schools）はここに挙げた例よりも歴史が新しくまだ存在しているし、その教育構想は今も生きている。 
しかしながら、子ども共和国は、その若者と係わる教育理念の内因、或いは自主管理がうまく機能しなかったり、間違って機能したために閉鎖を余儀なくされたわけではない。子ども共和国が挫折したのは、教育的な諸問題によるのでもなければ、その創始者にして、何人を以ってしても代替不可能な天才的な教育者の死去により挫折するわけでもない。むしろ、政治的な事態の急変（ファシズム）により、あるいはまた性的、政治的なスキャンダル、組織内部の問題により挫折したのである。あるいはそれぞれの課題に相応しい適材を欠いたり、創立者の死後、資金の窮迫や遺産相続の問題などの経済的な問題により挫折したのである。

## 帰結
進歩的な教育学者たちは、ここから所詮、子供たちが自ら自分たちを管理するのが無理だったのではなく、むしろ、子供達がそれを望まなかったり、大人がそれをうまく理解できなくて挫折したりするのではないかと結論づける。また、多くのこれらを習った学校も、その手本を真似ようとし、新しい改革を受け容れる余地を持たずに挫折している。ドイツでは、学校国家ハウビンダ（Schulstaat Haubinda）のような例もそのひとつ。